# Kōnan (Aichi)
Kōnan (jap. 江南市, -shi) ist eine Stadt in der Präfektur Aichi auf Honshū, der Hauptinsel von Japan.

## Geschichte
Die Stadt Kōnan wurde am 1. Juni 1954 aus den ehemaligen Gemeinden Kochino, Hotei, Miyata und Kusai gegründet.

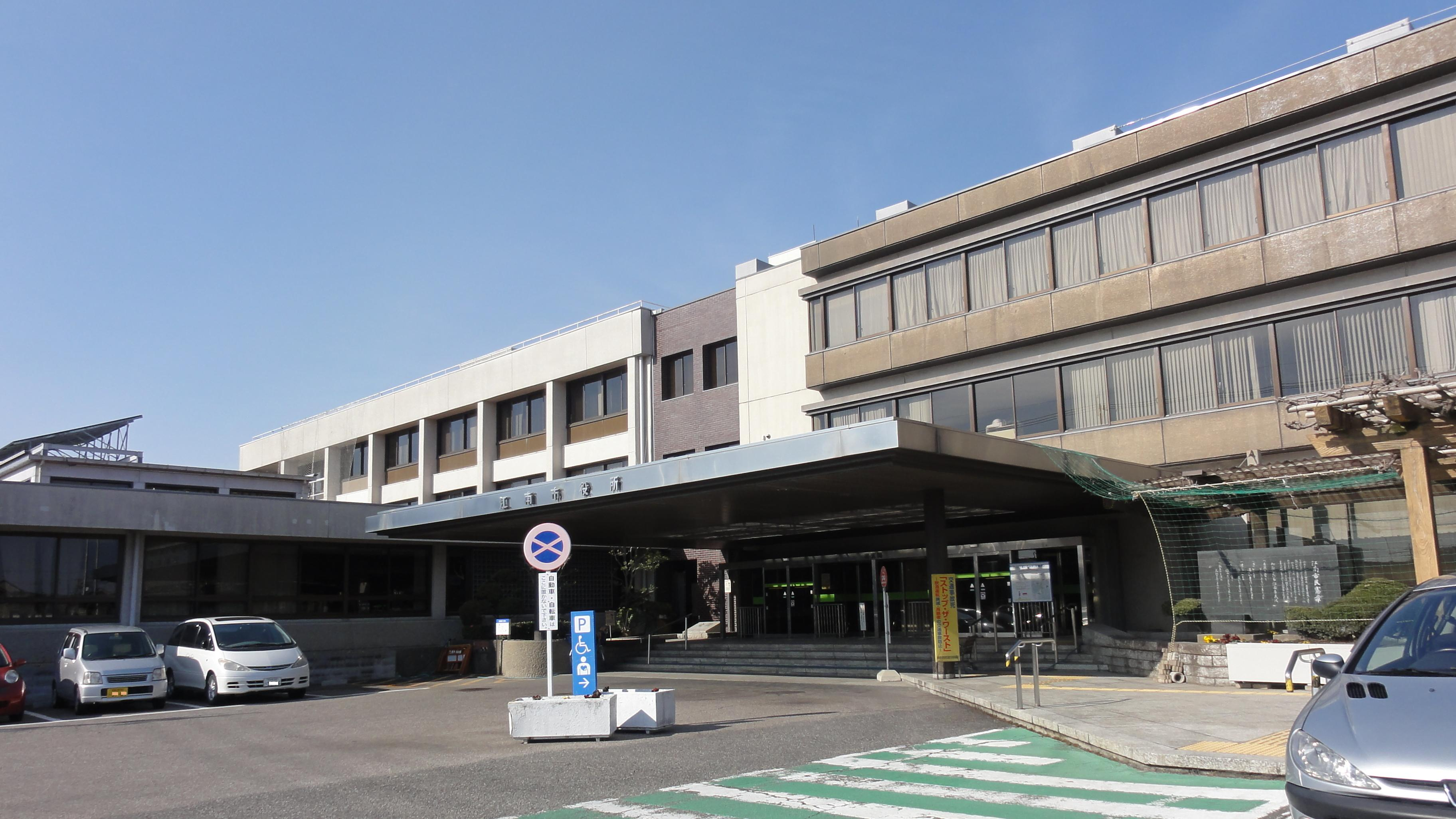
Rathaus

## Geographie
Kōnan liegt südlich von Kakamigahara und östlich von Ichinomiya.
Der Fluss Kiso durchfließt die Stadt von Nordosten nach Nordwesten.

## Verkehr
- Zug:
  - Meitetsu Inuyama-Linie
- Straße:
  - Nationalstraße 155

## Söhne und Töchter der Stadt
- Mitsuteru Moroishi (* 1967), Rollstuhltennisspieler
- Tsuyoshi Wada (* 1981), Baseballspieler
- Yukari Nakano (* 1985), Eiskunstläuferin
- Osamu Henry Iyoha (* 1998), Fußballspieler

## Angrenzende Städte und Gemeinden
- Präfektur Aichi
  - Iwakura
  - Ichinomiya
  - Komaki
  - Ōguchi
  - Fusō
- Präfektur Gifu
  - Kakamigahara